# Journey Through the Secret Life of Plants
 (novembre 2024).
Si vous disposez d'ouvrages ou d'articles de référence ou si vous connaissez des sites web de qualité traitant du thème abordé ici, merci de compléter l'article en donnant les références utiles à sa vérifiabilité et en les liant à la section « Notes et références ».
Albums de Stevie Wonder
Songs in the Key of Life
(1976) Hotter than July
(1980)
Journey Through the Secret Life of Plants est le second double album de Stevie Wonder après Songs in the Key of Life sorti trois ans plus tôt. Il est sorti le 30 octobre 1979 sous le label Tamla. Il s'agit de la bande son du documentaire The Secret Life of Plants signé Walon Green et tiré du livre du même nom de Peter Tompkins et Christopher Bird.
Cet album a été mal accueilli par la plupart des critiques, et a perdu les fans qui ne savaient comment réagir face à cet opus conceptuel essentiellement instrumental. Cependant, surfant sur la vague de succès des précédents albums, Journey Through the Secret Life of Plants a atteint la 4e place des charts cette année-là dans la catégorie album rock et R&B .
Bien qu'entièrement composé par Stevie Wonder, les paroles de certains morceaux ont été écrites en collaboration avec son ex-femme Syreeta Wright, Michael Sembello et Yvonne Wright. Dans Journey through the Secret Life of Plants, Stevie Wonder utilise encore beaucoup les synthétiseurs et pour la première fois un échantillonneur dans la plupart des morceaux. Cet album fait partie des pionniers de l'enregistrement numérique puisqu'il est sorti seulement trois mois après l'album Bop till You Drop de Ry Cooder reconnu comme le tout premier album issu d'un enregistrement numérique. Stevie Wonder est amateur des nouvelles technologies et a eu recours à l'enregistrement numérique pour tous ses albums suivants.
La chanson Overjoyed, composé pendant cette période, a été laissée de côté pour être réécrite et enregistrée en 1985 pour son album In Square Circle.

## Titres
Toutes les chansons sont de Stevie Wonder, sauf mention contraire.
| 1.  | Earth's Creation (Instrumental)                                                                  | 4:06 |
| 2.  | The First Garden (Instrumental essentiellement à l'harmonica)                                    | 4:48 |
| 3.  | Voyage to India (Instrumental en deux mouvements: un premier orchestral, un second à la cithare) | 6:29 |
| 4.  | Same Old Story                                                                                   | 3:44 |
| 5.  | Venus Flytrap and the Bug (Une comédie jazzy avec Stevie Wonder dans le rôle de l'insecte)       | 2:25 |
| 6.  | Ai No, Sono (Chant japonais)                                                                     | 2:06 |
| 7.  | Seasons (Instrumental)                                                                           | 2:53 |
| 8.  | Power Flower (Paroles de Michael Sembello.)                                                      | 5:29 |
| 9.  | Send One Your Love (music) (Version instrumentale)                                               | 3:05 |
| 10. | Race Babbling                                                                                    | 8:51 |

| 1.  | Send One Your Love                                                   | 4:01 |
| 2.  | Outside My Window                                                    | 5:29 |
| 3.  | Black Orchid (Paroles d'Yvonne Wright)                               | 3:47 |
| 4.  | Ecclesiastes (Un chant religieux (chorale))                          | 3:42 |
| 5.  | Kesse Ye Lolo De Ye                                                  | 3:03 |
| 6.  | Come Back as a Flower (Chant et paroles de Syreeta Wright)           | 4:59 |
| 7.  | A Seed's a Star/Tree Medley                                          | 5:53 |
| 8.  | The Secret Life of Plants                                            | 4:16 |
| 9.  | Tree                                                                 | 5:47 |
| 10. | Finale (Medley instrumental reprenant plusieurs morceaux de l'album) | 7:01 |

## Singles
- 1979 : Send One Your Love (4e au US Pop single charts, 5e au US Black single charts et 1er au US adult contemporary charts)
- 1980 : Outside My Window (52e au US Pop single charts et 56e au US Black single charts)